# Compsobracon magnificus
Compsobracon magnificus är en stekelart som först beskrevs av William Harris Ashmead 1889.  Compsobracon magnificus ingår i släktet Compsobracon och familjen bracksteklar. Inga underarter finns listade i Catalogue of Life.